# 2MV

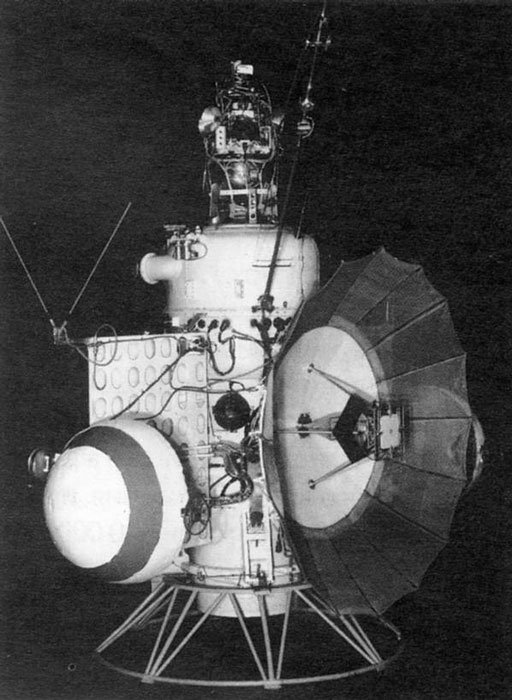
2MV-4 型航天器

2MV行星探测器（第二代火星-金星探测器的缩写）是早期苏联设计的一种通用型无人火星和金星探测器，属于早期1MV型探测器的渐进升级版，主要用于金星5号和金星6号的金星探索任务。苏联太空计划的标准做法是尽可能多地使用标准化组件，所有探测器都具有相同的一般特征，只是在具体任务所需的设备上有所不同，具体到每一艘探测器还根据前期任务的经验作出一定的改进。
该型探测器后来被3MV系列所替代。

## 设计
该型探测器主要由三大部分构成：

### 轨道舱
整个航天器的核心模块是一台直径1.1米、高2.1米被称为轨道舱的加压舱，轨道舱上还安装有一架用于远程通信的抛物面高增益天线。

### 载荷
根据任务的不同，探测器将携带特定的仪器或可拆卸的着陆舱。
 

### 发动机
轨道舱顶部装有一部具有航向修正功能“KDU414型”发动机。

## 变型
- 2MV-1: 金星 2MV-1-1型 (斯普特尼克19号)、金星 2MV-1-2型 (斯普特尼克20号)；
- 2MV-2: 金星 2MV-2-1型 (斯普特尼克21号)；
- 2MV-4: 火星 2MV-4-1型 (斯普特尼克22号), 火星1号 (火星 2MV-4 或 斯普特尼克21号)；
- 2MV-3: 火星 2MV-3-1型 (斯普特尼克24号)；
- 2V (V-69): 金星5号 (2V (V-69) 330型)、金星6号 (2V (V-69) 331型)[3]。

## 另请参阅
- 苏联太空计划
- 金星计划